# Palaeomolis palearctica
Palaeomolis palearctica là một loài bướm đêm thuộc phân họ Arctiinae, họ Erebidae.